# Windfarbgen

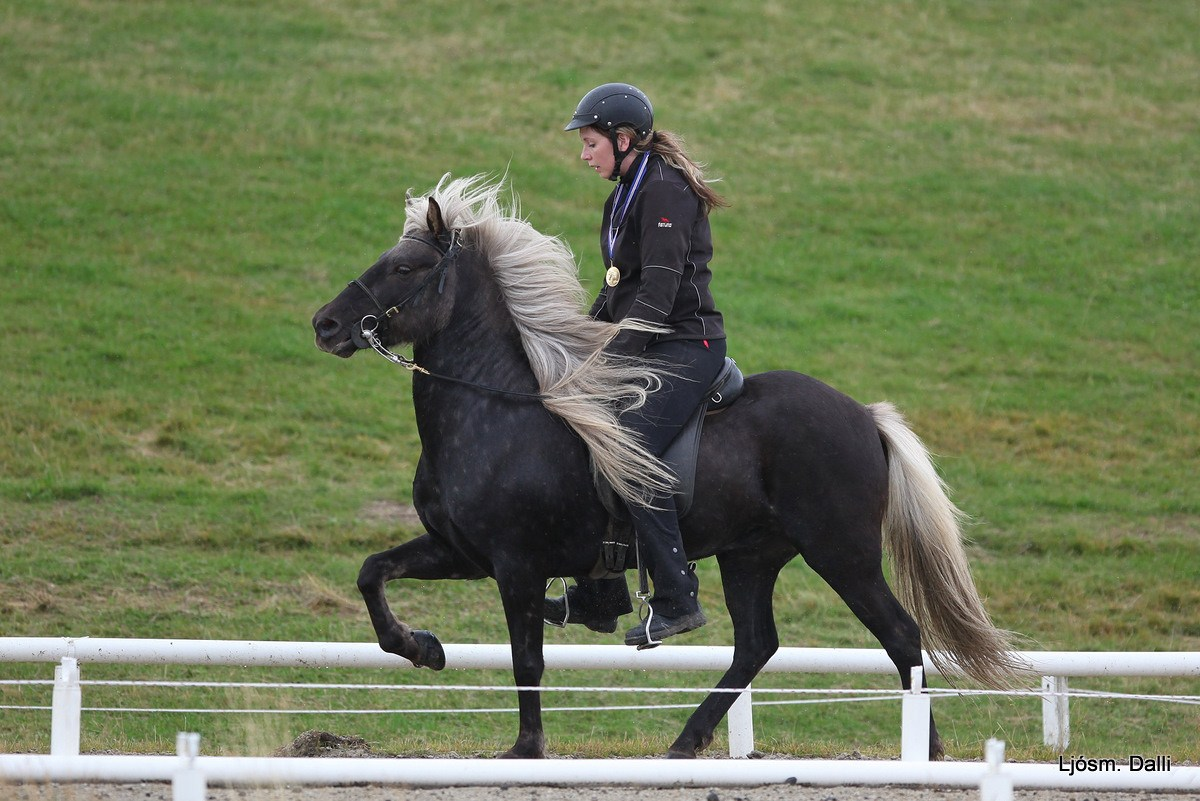
Rappe mit Windfarbgen:
Rappwindfarben

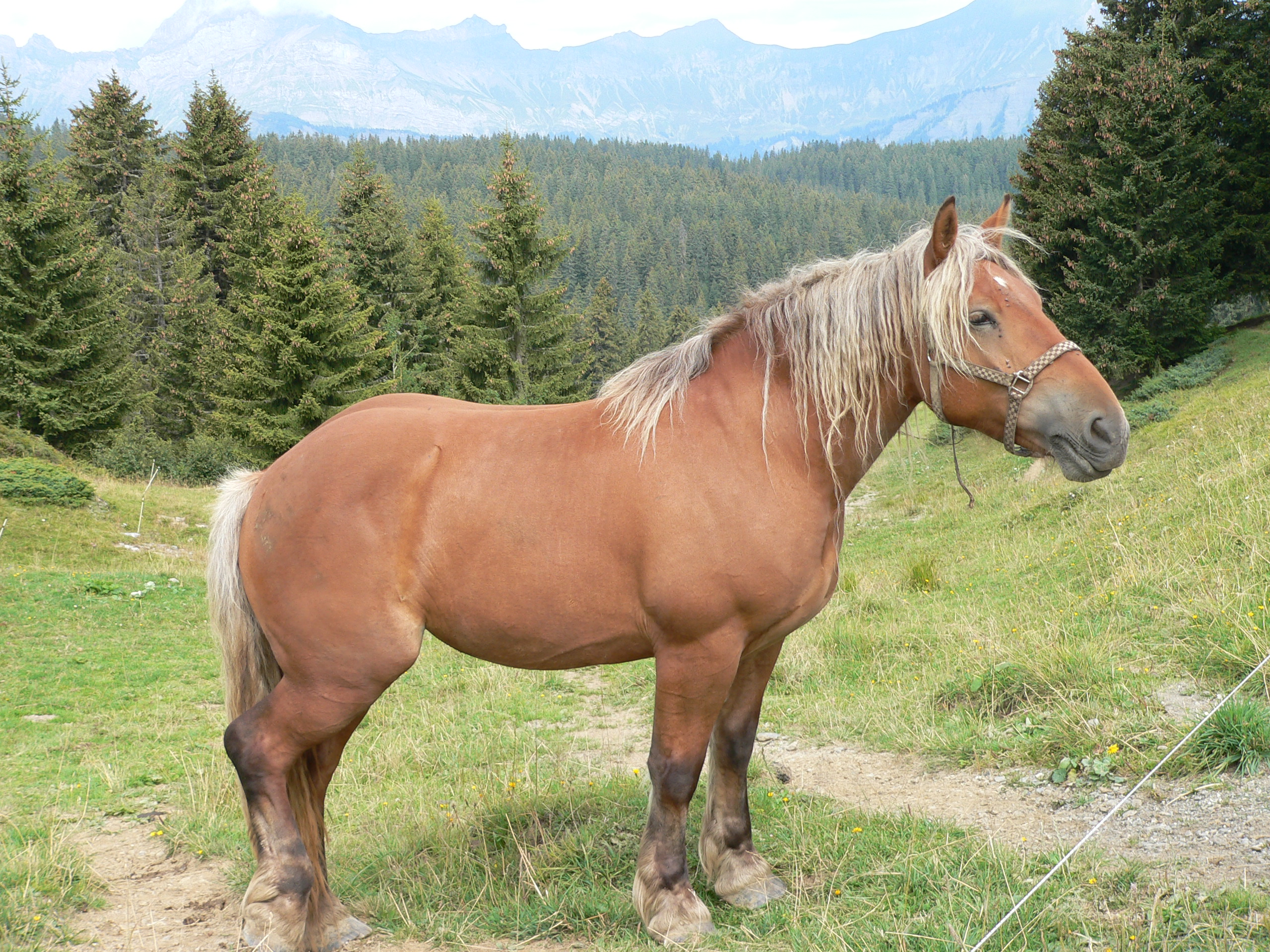
Brauner mit Windfarbgen:
Braunwindfarben

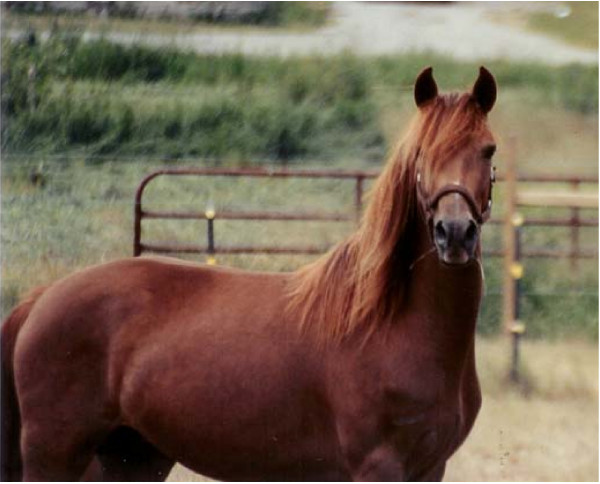
Fuchs mit Windfarbgen:
kein Einfluss erkennbar

Das Windfarbgen ist ein Gen, das beim Hauspferd die schwarze Farbe bei Pferden aufhellt. Windfarbige Pferde haben oft Fehlbildungen der Augen (MCOA).

## Etymologie
Der Begriff „Windfarben“ ist eine deutsche Übersetzung des isländischen Begriffs „Vindótt“ welcher die gleiche Fellfarbe beschreibt. Die fachsprachliche Bezeichnung für das Windfarbgen lautet „Silver“ und wurde in Anlehnung an den englischen Namen „Silver Dapple“ für Fellfarbe, die durch das Gen verursacht wird.

## Genetik
Das Silvergen (Windfarbgen) des Hauspferdes ist eine Mutation eines Genortes, die dem Silver-Locus PMEL17 entspricht. Das verantwortliche Gen wird mit Z dargestellt. Die Forschungsergebnisse zur genetischen Bestimmung von Silver wurden 2006 veröffentlicht.
Die Mutation wird autosomal dominant vererbt. Silver beeinflusst die Bildung des schwarzen Pigments Eumelanin und aus diesem Grund nur schwarzen Haare aufhellen, beispielsweise Rappen oder Braune. Pferde, die Silver homozygot tragen, sind oft heller als Pferde, bei denen Silver heterozygot vorliegt.
Silver hat keine Auswirkung auf das rötliche Pigment Phäomelanin, so dass Pferde, die genetisch Füchse (rot) sind, keine Farbveränderungen oder Aufhellungen im Fell zeigen. Füchse können jedoch das Windfarbgen an ihre Nachkommen vererben, wenn sie das Gen tragen.

## Fehlbildungen der Augen (MCOA)

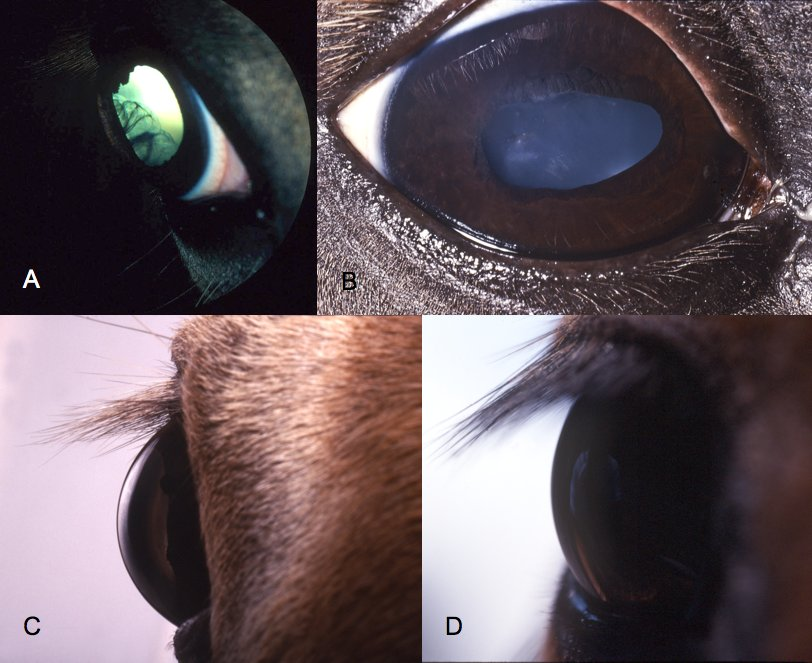
Augenschäden durch homozygot vorliegendes Winfdarbgen: A Zyste im Glaskörper; B Grauer Star, Subluxation, und weiteren Schäden; C unnatürlich nach außen gewölbte Hornhaut; D Gesundes Auge zum Vergleich

Das Windfarbgen ist mit Fehlbildungen der Augen verbunden, der multiplen kongenitalen Augenanomalie (MCOA). Es gibt eine Gentest mit dessen Hilfe das Windfarbgen und damit MCOA ausgeschlossen werden kann.
Pferde vererben das MCOA-Syndrom unvollständig dominant. Reinerbige Pferde können aufgrund des Windfarben-Gens schwere Augenschäden haben, während mischerbige Pferde nur geringfügige Fehlbildungen aufweisen können, die für Laien nicht erkennbar sind. Zu den klinischen Anzeichen von gehören unter anderem:
- unnatürlich nach außen gewölbte Hornhaut (angeborener Grüner Star)[5]
- Fehlbildungen der Iris,[6]
- Zysten im Auge
- Grauer Star

Diese Erkrankungen können durch eine Ultraschalluntersuchung des Auges nachgewiesen werden. Betroffene Pferde können unter Sehstörungen leiden und Probleme damit haben, sich an wechselnde Lichtverhältnisse anzupassen. Bei manchen Pferden ist das Sehvermögen stärker beeinträchtigt, was zu Verhaltensstörungen und eingeschränkter Leistungsfähigkeit führen kann.
In einer Studie aus dem Jahr 2013 mit Comtois-Pferden und Rocky Mountain Horses wiesen alle Tiere, die ein Windfarbgen trugen, eine Augenerkrankung auf, wobei die Probleme bei den Tieren, die mischerbig für das Allel waren, milder ausfielen als bei den reinerbigen. Keines der Kontrollpferde dieser Rassen, denen das Windfarbgen fehlte, wies eine Augenerkrankung auf.

## Erscheinungsbild

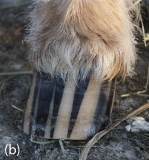
Gestreifter Fohlenhuf bei einem Windfarbigen

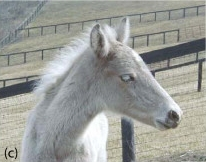
Windfarbiges Fohlen mit den typischen weißen Wimpern

Das Erscheinungsbild des Windfarbgens hängt von der Grundfarbe ab. Das Windfarbgen kann die schwarze Mähne von Braunen zu weiß aufhellen und das schwarze Fell von Rappen zu schokoladenbraun mit hellem Langhaar. Fohlen mit dem Windfarbgen sind meist ziemlich hell und haben aufgehelltes bis graues Langhaar (Mähne und Schweif). Sie haben auffällig weiße Wimpern. Die Hufe von Jungtieren sind bis etwa zum Ende des ersten Lebensjahres schwarzweiß gestreift, werden dann dunkler und verlieren die Streifen.
Das Erscheinungsbild des Windfarbgens hängt auch davon ab, welche anderen, modifizierenden Farbgene bei einem Pferd zusammentreffen. Da das Windfarbgen nur schwarze Haare aufhellt, kann es vom Fuchs abgeleitete Farben nicht aufgehellen. Fuchsschecken, Palominos, Rotschimmel (unabhängig davon ob sie echte Schimmel oder stichelhaarige Pferde sind) und Füchse werden vom Windfarbgen nicht verändert.
Alle Farben, die von Braunen oder Rappen abgeleitet sind, sind beeinflussbar. Mausfalben, Braunfalben, Rappschecken oder Braunschecken und Schimmel, so lange sie noch nicht ganz weiß sind, können durch das Windfarbgen aufgehellt werden.

### Braunwindfarben
Braunwindfarbene Pferde sind Braune, die durch das Windfarbgen aufgehellt sind. Braune mit Windfarbgen haben aufgehelltes Langhaar, auch das Schwarz an ihren Beinen ist aufgehellt. Der übrige Körper bleibt unverändert, da er (sofern es sich nicht um einen Schwarzbraunen handelt) kein schwarzes Fell hat.

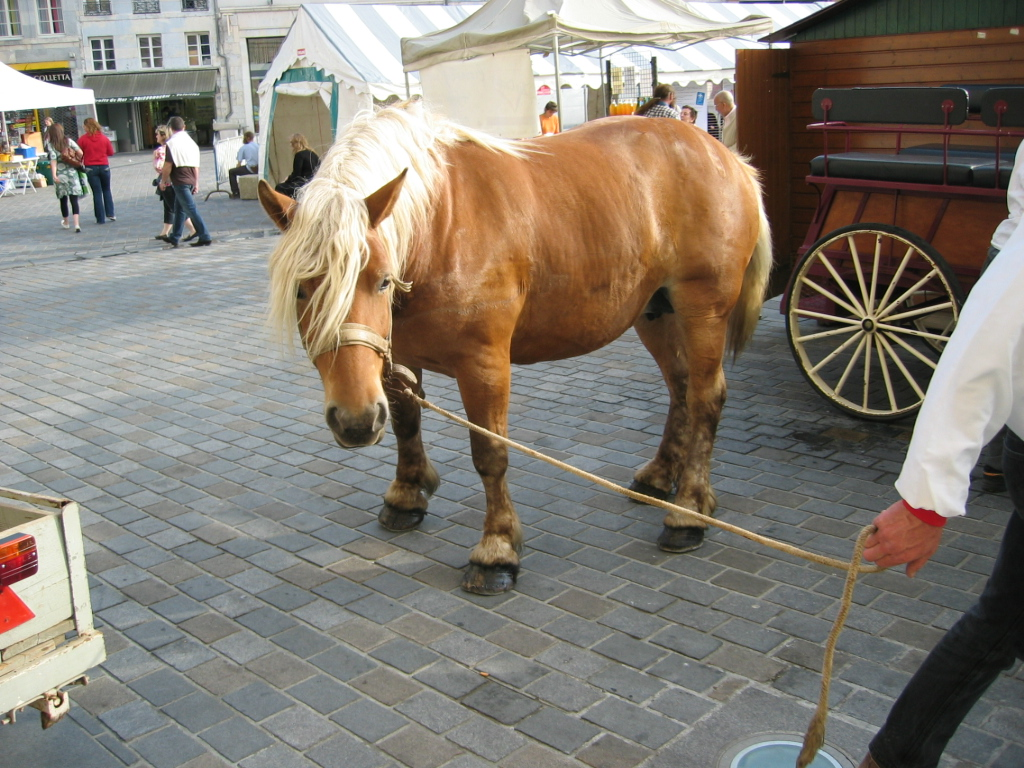
Braunwindfarbener, das Schwarz an den Beinen ist aufgehellt
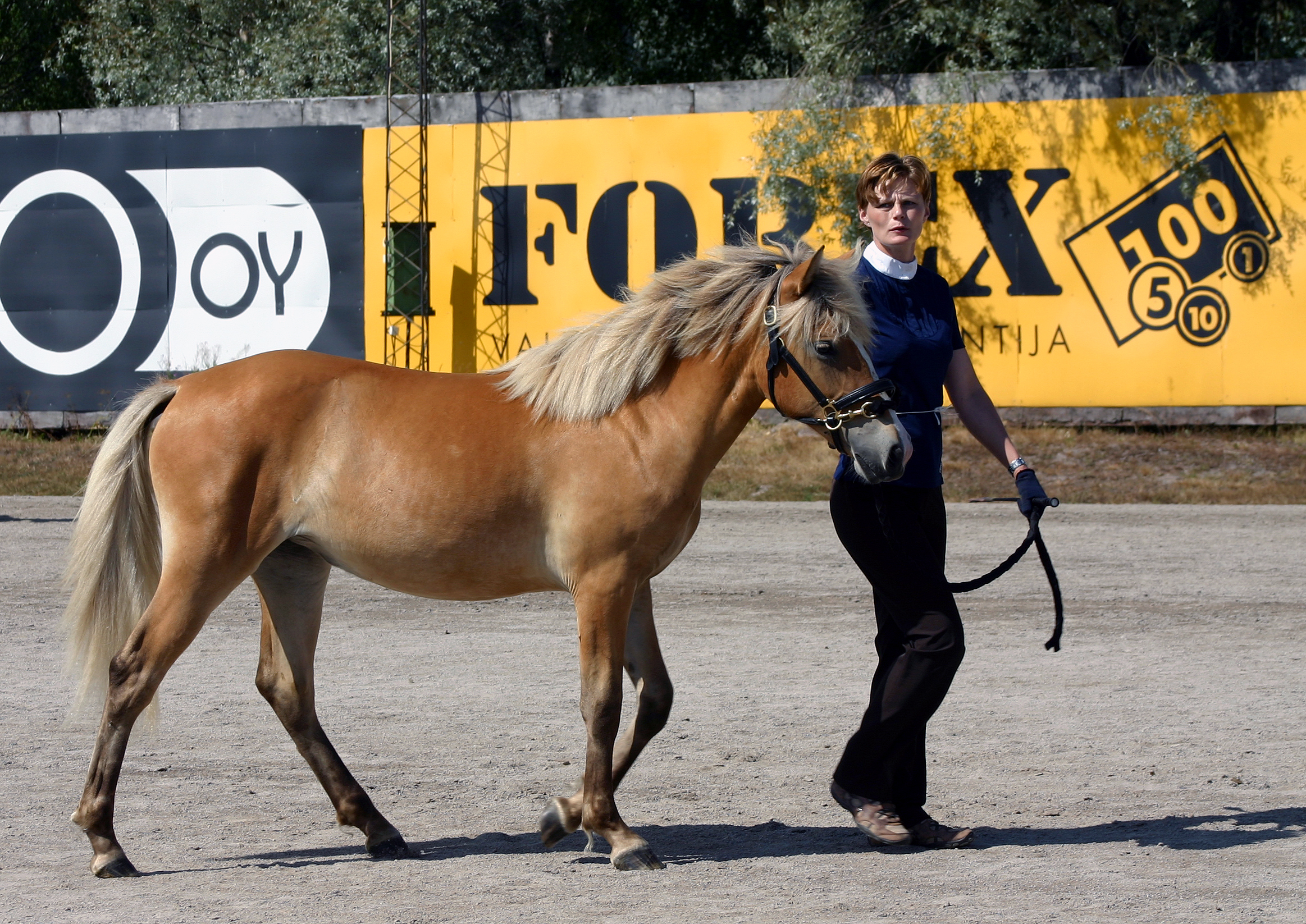
Braunwindfarbenes Finnpferd
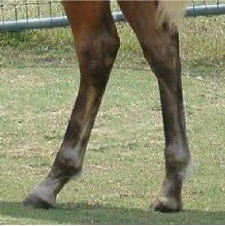
Die aufgehellten Beine eines Braunwindfarbenen

### Rappwindfarben
Rappwindfarbene Pferde sind Rappen, die durch das Windfarbgen aufgehellt sind. Sie können eine dunkle Körperfarbe mit silberner Mähne und Schweif haben, andere sind gleichmäßig schokoladenbraun, manchmal mit deutlich hellerer Mähne, manchmal aber auch nicht. Viele Pferde mit Windfarbgen haben ein geäpfeltes Fell (engl. dapple), dieses Merkmal muss aber nicht unbedingt vorhanden sein. Teilweise tritt es auch nur im Fellwechsel auf und ist nicht das ganze Jahr hindurch sichtbar.

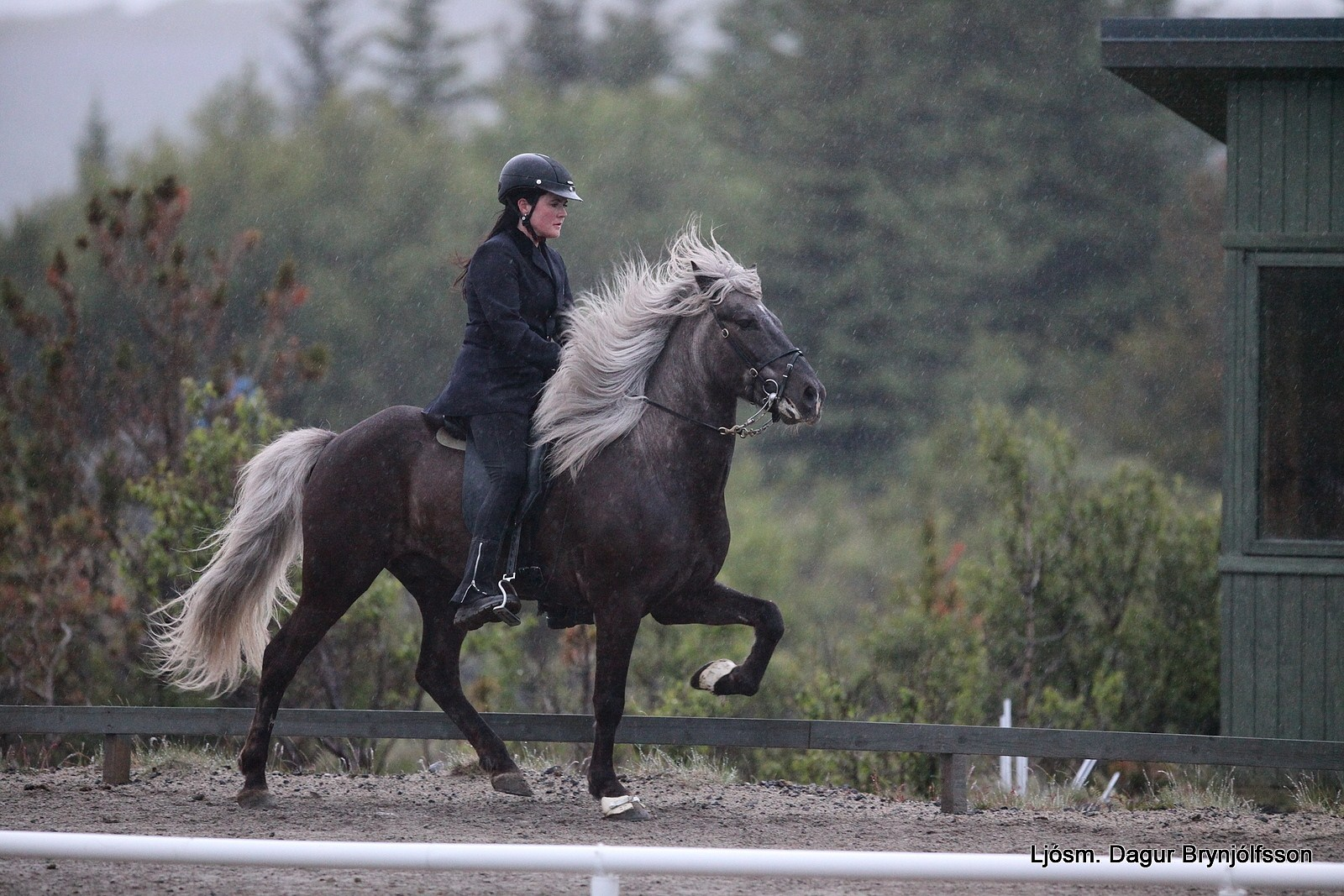
Rappwindfarbener Isländer
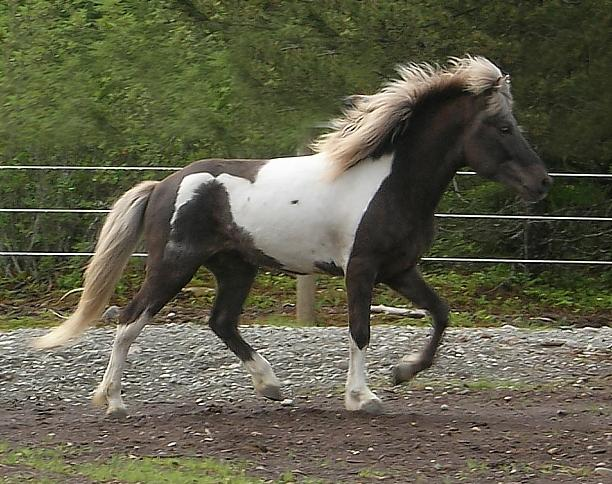
Rappschecke mit Windfarbgen
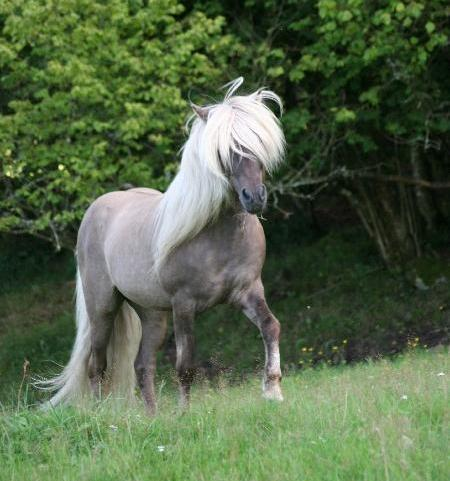
Mausfalbe mit Windfarbgen

### Verwechslungsmöglichkeiten
- Füchse können an rappwindfarbene Pferde erinnern, wirken aber gewöhnlich weniger grau.
- Lichtfüchse sind manchmal kaum von Braunwindfarbenen zu unterscheiden
- Braunwindfarbene können mit dunkleren Isabellen verwechselt werden.
- Aufgrund der grauen Anteile im Fell können Braunwindfarbene mit durch Smutty verdunkelte Füchse und Palominos verwechselt werden.
- Windfarbene wurden auch schon mit Apfelschimmeln verwechselt. Der Schimmel hat eine Mischung von schwarzen und weißen Haaren in den grauen Fellbereichen.

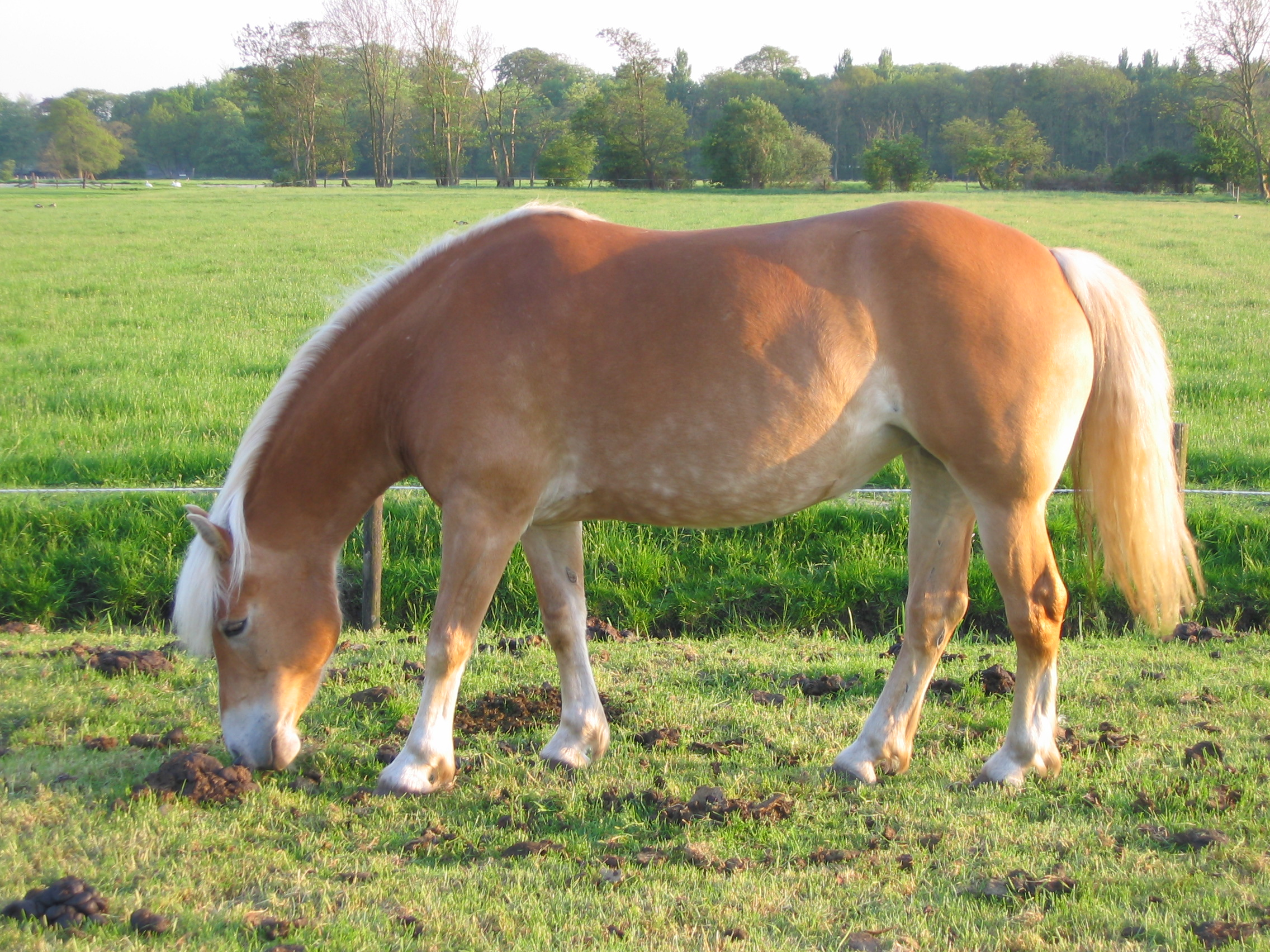
Haflinger Lichtfuchs mit dem Gen Flaxen
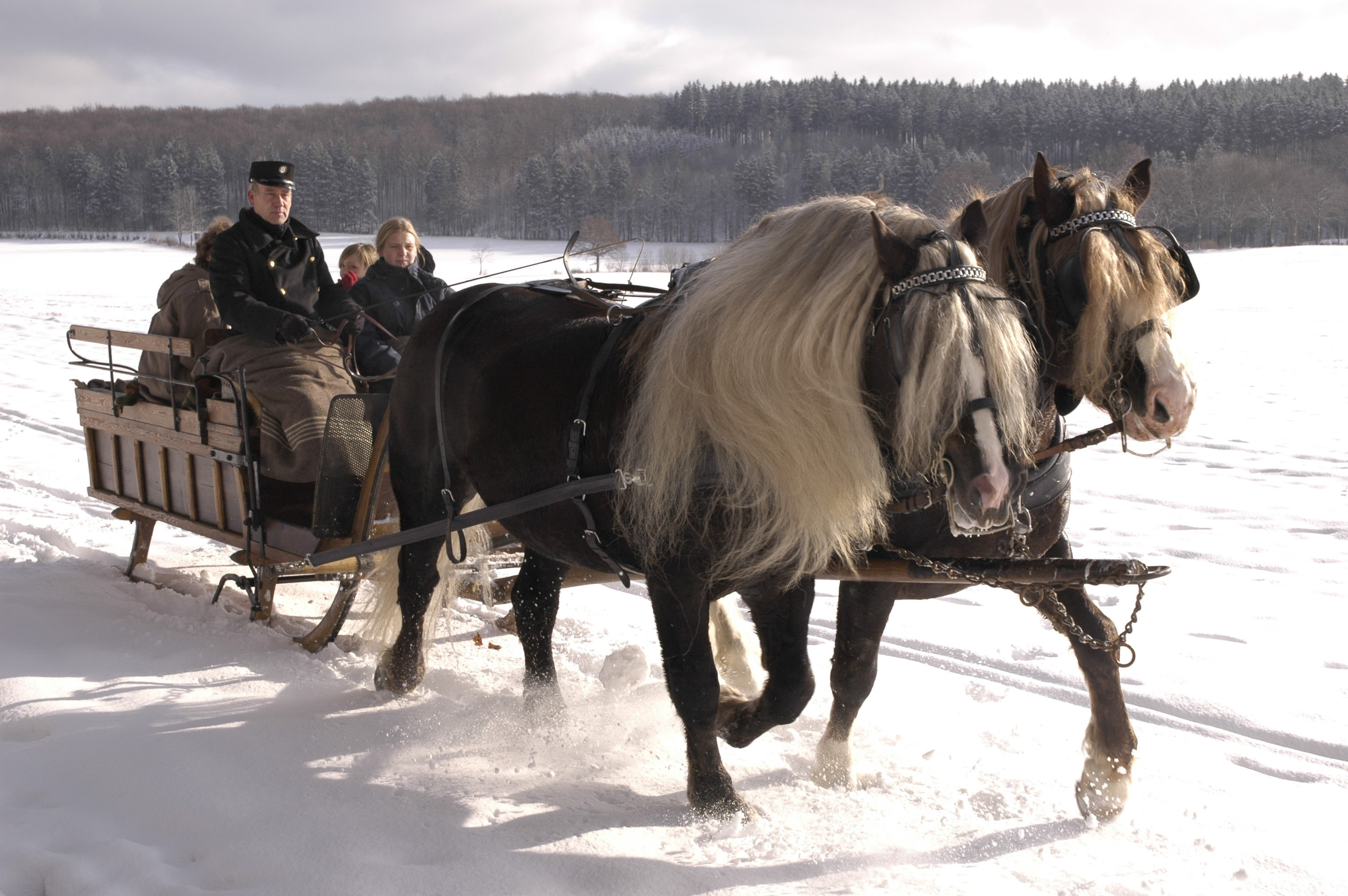
Schwarzwälder Kaltblut, Fuchs mit Flaxen
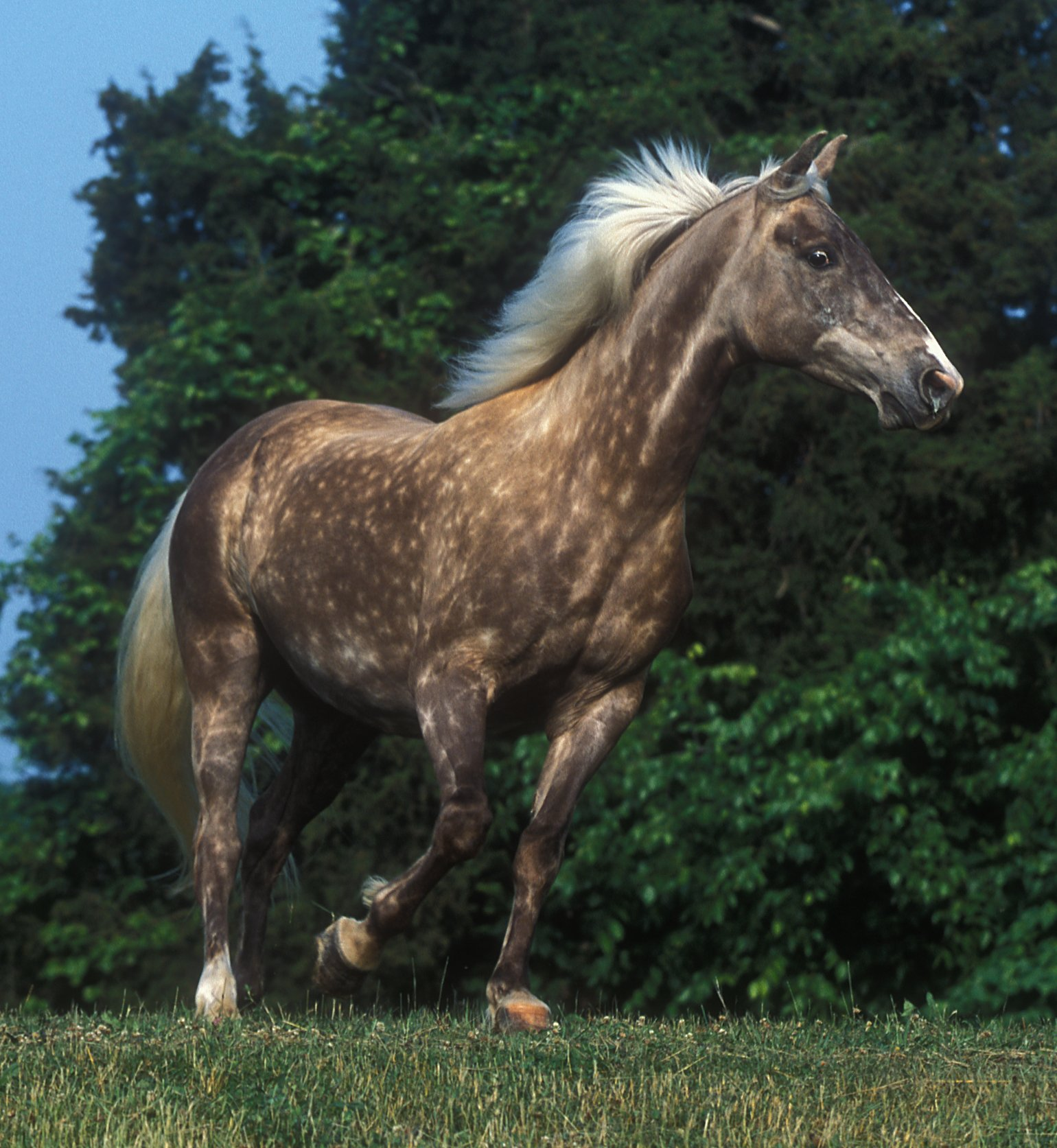
Windfarbenes Rocky Mountain Horse
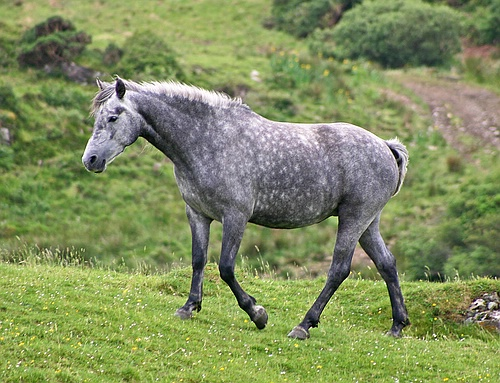
Im Vergleich dazu ein Apfelschimmel

## Rassen
Windfarbene kommen recht häufig beim Rocky Mountain Horse, Islandpferd, American Miniature Horse, Comtois und dem
Finnpferd vor. Von folgenden Rassen ist außerdem bekannt, dass dort das Windfarbgen vorkommt: Appaloosa, Ardenner, Exmoor-Pony, Missouri Foxtrotter, Morgan (Pferd), Paint Horse, Quarter Horse, Schwedisches Warmblut, Welsh A, Irish Tinker, American Saddlebred, Shetlandpony und verwandte Rassen. Bei anderen Rassen ist die Farbe selten.
Obwohl die Rasse Schwarzwälder Kaltblut fast ausschließlich und durch Gentests bestätigt aus Füchsen besteht, wurde in einer Studie nachgewiesen, dass das Windfarbgen zu einem sehr geringen Prozentsatz (<1 %) auch bei ihnen zu finden ist. Dieses hat, wie oben beschrieben, auf die Fuchsfarbe keinen Effekt. Mit großer Wahrscheinlichkeit wurde es vor mehreren Generationen durch die damals zugelassene Einkreuzung von Ardennern in die Rasse eingebracht.